# Piana degli Albanesi
Piana degli Albanesi (Tiếng Albania: Hora e Arbëreshëvet) là một đô thị (comune) trong tỉnh Palermo, vùng Sicilia, Ý. Đô thị này có diện tích 64,89 km², dân số theo điều tra năm 2018 của Cục thống kê quốc gia Ý là 6.128 người.